# Evika Siliņa
Evika Siliņa (Riga, República de Letonia, 3 de agosto de 1975) es una política letona que ocupa el cargo de primera ministra de Letonia desde 2023. Previamente ejerció como ministra de Bienestar desde 2022 hasta 2023.
En 2023, su partido político Nueva Unidad la seleccionó como candidata a primera ministra de Letonia tras la renuncia del segundo gabinete de Arturs Krišjānis Kariņš.

## Biografía
Siliņa estudió derecho en la Universidad de Letonia de 1993 a 1997, donde obtuvo una licenciatura en derecho y se calificó como jurista, y en la Escuela de Graduados en Derecho de Riga obtuvo una maestría en Ciencias Sociales, Derecho Internacional y Derecho Europeo. El idioma nativo de Siliņa es el letón y habla inglés y ruso con fluidez.

## Trayectoria
De 2003 a 2012, Siliņa trabajó como abogada jurada de práctica individual especializada en derecho comercial internacional y nacional. Asimismo, en este período Siliņa trabajó con los servicios legales de empresas públicas de comunicación electrónica (telecomunicaciones, internet), así como con la constitución y consultoría de organizaciones no gubernamentales.

### Carrera política
Evika Siliņa se desempeñó como secretaria parlamentaria en el Ministerio del Interior desde enero de 2013 hasta el 23 de enero de 2019.
Tras la aprobación del Gabinete de Ministros encabezado por el Primer Ministro Krišjānis Kariņš el 23 de enero de 2019, asumió el cargo de secretaria parlamentaria del Primer Ministro.
Siliņa se postuló como candidata en las elecciones parlamentarias de Letonia de 2022 del partido Nueva Unidad y fue elegida para el 14.º Saeima.
En diciembre de 2022, Siliņa fue nombrada Ministra de Bienestar Social en el Gobierno de Krišjānis Kariņš.
El 16 de agosto de 2023, tras la renuncia de Krišjānis Kariņš, Nueva Unidad nominó a Siliņa como candidata para el puesto de primera ministra, cambiando los socios de gobierno. Siendo confirmada en el cargo ella y su gabinete el 15 de septiembre de 2023.